# Universalspråket
Universalspråket är ett artificiellt språk utarbetat av den svenske kommendörkaptenen och reformivraren Klas Teodor Gustaf Keyser (1823–1904) och publicerat i bearbetning med modifikationer av hans son Alban Keyser (1861–1956) i ett flertal häften mellan 1918 och 1926. De bär den gemensamma undertiteln "Utkast till vetenskaplig grammatik" och innehåller förutom skissen av språket ett kritiskt ställningstagande till dåtidens språkvetenskap. 
Språket är av apriorisk typ. Det har vissa drag gemensamma med de filosofiska språken av vilka det utarbetades ett flertal redan under 1600-talet, bland annat av John Wilkins, och som är uttryck för strävanden efter ett mera ”fullkomligt” språk. Keyser eftersträvade semantisk klarhet hos avledningar (’vetenskaplig grammatik’) och även fonetisk klarhet. 
Universalspråket är inte optimerat för användning som mellanfolkligt språk. Målgruppen utgjordes i stället främst av svenskarna, och språkets syfte var ett uppfostrande. 

## Fonetik
Universalspråket utmärks bland annat av ett särpräglat ljudsystem, som är format efter Keysers föreställningar om hur ett fullkomligt sådant skulle se ut. ”Talljuden ... böra naturligtvis vara så många som behovet fordrar och ’’fullkomligare’’ än i andra hittills kända språk”.
Det finns 12 vokaler, som alla förekommer i en kort och en lång variant samt med hög och med låg ton. Stavelserna är av typen CV (konsonant – vokal). Konsonantlös [ɔ] förekommer som ”ordpartikel”. 

### Vokalerna
Fonetiska tecken
| i |  | y |   | ʉ |  | u |
| e |  | ø |   | ɵ |  | o |
| ɛ |  | œ |   |   |  | ɔ |
|   |  |   | ɑ |   |  |   |

Till skillnad fån vokalerna är antalet konsonanter beskedligt. De är 11 stycken, och de ska enligt Keysers utförliga fonetiska resonemang inte betraktas som separata språkljud, utan som sätt att modifiera vokalerna. Således betecknas [h] som ”aspirat modifikation” och de övriga konsonanterna som ”explosiva modifikationer”, där tre styrkegrader skiljs åt (motsvarande approximant, tonande klusil, tonlös klusil).

### Konsonanterna
Modifikationerna (fonetiska tecken)
|                         | Labiala | Dentala | Palatala | Velara | Glottal |
| Grad 3 (tonlös klusil)  | p       | t       | c        | k      |         |
| Grad 2 (tonande klusil) | b       | d       |          | g      |         |
| Grad 1 (approximant)    | v       | l       | j        |        | h       |

Som skrivtecken används för universalspråket vanliga samt upp-och-nervända latinska gemena, dock med ljudvärden som endast i undantagsfall påminner om dem i befintliga skriftspråk.  
Bokstäverna inom hakparentes deras uttal
u [ʉ], o [u], ɯ [o], n [œ], v [ɵ], m [ɔ], a [ɑ], s [ɛ], e [e], c [i], w [ø], r [y],
f [h], p [p], d [b], t [v], ɥ [t], h [d], k [l], uppochnervänt ”l” [c], l [j], q [k], b [ɡ].   
Tonhöjd anges med separata tecken I för hög och I för låg. Dessa ställs framför tecknet för vokalen om denna är lång och efter densamma om den är kort. 

## Morfologi
Även i fråga om ordklasserna kännetecknas Keysers system av originalitet. Universalspråkets ord är inte substantiv, adjektiv, verb och så vidare, utan orden klassificeras som ”denotativ” (indelas i sex klasser), ”kopula” (av två slag), och ”kontraktiv” (indelas i tre klasser).

## Användning
Eftersom tonlösa frikativor inte förekommer och fonotaxen är av det enklaste slaget lämpar sig universalspråket synnerligen väl för att sjungas och skrikas med bibehållen begriplighet. Det verkar dock inte ha kommit till praktisk användning alls. Den enda längre text som är författat på universalspråket utgörs av en beskrivning av Keysers föreslagna tideräkningsreform. Keyser var ju inte nöjd med status quo på det området heller. Han föreslog bland annat att dygnet skulle delas i 100 nytimmar.